# Louis Weemaels
Louis Weemaels (Ukkel, 26 april 1909 – Leuven, 12 februari 1996) was een Belgisch dirigent en muziekpedagoog.
Hij kreeg zijn opleiding aan het Brussels Conservatorium. Docenten waren Fernand Quinet en Léon Jongen. Hij behaalde er eerste prijzen in de vakken harmonieleer (1931), contrapunt en fuga (1932), muziekgeschiedenis en algemene cultuurgeschiedenis. Hij studeerde ook orkestdirectie bij Erich Kleiber, die hij ook wel assisteerde, in Wenen (1935-1939) en musicologie en fysiologie aan de École des Hautes Etudes in Brussel.
Zijn actieve loopbaan begon echter als paukenist van het Nationaal Orkest van België, alwaar hij tussen 1938-1942 actief was. Later (jaren vijftig) zou hij het orkest ook wel dirigeren, zoals tijdens de opening van het Wereld Muziek Concours in Kerkrade 1953 en 1954. In die periode pakte hij ook al dirigentschappen op van bijvoorbeeld het Symfonisch Orkest van Halle (1936-1939) en Cofag in Brussel (1937-1940). Van daaruit vervolgde zijn loopbaan als dirigent bij de Filharmonische Vereniging In Brussel (1940-1952) en de Koninklijke Harmonie van Brussel-Ukkel (La Royale Harmonie Uccloise). Hij was vanaf 1940 leider van het Orkest Jeugd en Muziek en vanaf 1944 leider van het bijbehorend koor dat hijzelf (mede) had opgericht. Tussen 1962 en 1967 stond hij ook voor de Koninklijke Zangvereniging koor Sint Lambertus in Kerkrade. Vanaf 1969 stond hij voor het Universitair Symfonisch Orkest Leuven en was aldaar ook (mede)oprichter van het Universitair Harmonieorkest. Weemaels stond bovendien voor andere binnen- en buitenlandse orkesten, met eerste Belgische uitvoeringen vanuit het oeuvre van Aram Chatsjatoerjan en Igor Stravinsky.
Als pedagoog was hij tussen 1950 en 1975 verbonden aan het Gents Conservatorium, de Muziekacademie van Tienen (1950-1953) en het Stedelijk Muziekconservatorium in Leuven (1953-1974).
Hij werd begraven op de begraafplaats van de Abdij van Park; zijn echtgenote Aline van Camp (1917-2004) volgde enkele jaren later.
- International Standard Name Identifier: 0000 0000 4136 7205
- Library of Congress Control Number: no92011070
- MusicBrainz: 7736726b-88bd-459c-a46a-30f1bf88e6fd
- Nationale Bibliotheek van Israël: 987012501923005171
- Virtual International Authority File: 51255697